# La Haye diplomatique et mondain
La Haye diplomatique et mondain, ook wel het Groene Boekje genoemd, is de naam van een reeks almanakken, verschenen tussen 1923 en 1940, ten behoeve van diplomatieke en hogere kringen in het Haagse mondaine leven, en gesteld in de Franse taal.

## Beschrijving
De almanak werd het Groene Boekje genoemd, naast de gebruikelijke benamingen voor het Rode Boekje en het Blauwe Boekje. Zij diende vooral om het (buitenlandse) corps diplomatique achtergrondinformatie te verschaffen over Den Haag als standplaats.
Het Groene Boekje begint met de vermelding van de leden van het Koninklijk Huis, gevolgd door zijn functionarissen. Daarna volgen de leden van het corps diplomatique, de ministers, de ministers van Staat, regerings-, provinciale en andere overheidsinstellingen, en de in Den Haag gevestigde internationale instituten, zoals het Vredespaleis. Het grootste deel van de tekst wordt in beslag genomen door de alfabetisch geordende lijst van personen die tot le monde van Den Haag werden gerekend. Vermeld worden hun eventuele echtgenoten en hun volwassen, dus uitgaande kinderen met hun woonadres. Ook de dag en het tijdstip van de jours, de dagen waarbij de dames welkom waren, worden vermeld. Bij de heren worden onderscheiding vermeld en de clubs waarvan zij lid zijn. Ook zijn er portretten opgenomen. Zoals in die jaren gebruikelijk, werd de uitgave gefinancierd door de opname van advertenties van de betere handelszaken in de hofstad (adresses recommandées).
Het Groene Boekje verscheen tussen 1923 en 1940 in Den Haag bij uitgeverij L.J.C. Boucher (en face du palais royal) en werd verzorgd door Willem baron Snouckaert van Schauburg (1869-1954). Vanwege de Tweede Wereldoorlog werd de uitgave beëindigd.